# Ptiolina oculata
Ptiolina oculata är en tvåvingeart som först beskrevs av Becker 1900.  Ptiolina oculata ingår i släktet Ptiolina, och familjen snäppflugor. Arten har ej påträffats i Sverige.